# Козаренко, Марк Васильевич
Марк Васильевич Козаренко (1902, село Минковка, Валковский уезд, Харьковская губерния — неизвестно, село Покровское, Артёмовский район, Донецкая область, Украинская ССР) — бригадир тракторной бригады Артёмовской МТС Сталинской области, Украинская ССР. Герой Социалистического Труда (1948).

## Биография
Родился в 1902 году в крестьянской семье в селе Минковка Валковского уезда. С раннего возраста трудился в сельском хозяйстве. После окончания курсов механизации — тракторист, в 1930-х годах — бригадир тракторной бригады Артёмовской МТС Сталинской области. В сентябре 1941 года призван в Красную Армию по мобилизации. Участвовал в Великой Отечественной войны. Воевал слесарем по ремонту танков, бригадиром комплектовки танковых агрегатов в составе 3-го подвижного танкового ремонтного завода. После демобилизации возвратился на Украину, где продолжил трудиться бригадиром трактористов Артёмовской МТС.
Бригада под его руководством обслуживала колхоз имени Сталина Артёмовского района (председатель колхоза — Николай Максимович Стецюра) с центральной усадьбой в селе Покровское Артёмовского района. В 1947 году трактористы обеспечили получение в колхозе пшеницы в среднем с каждого гектара по 23,3 центнера на площади 150 гектаров. Указом Президиума Верховного Совета СССР от 10 мая 1948 года удостоен звания Героя Социалистического Труда за «получение высоких урожаев пшеницы в 1947 году» с вручением ордена Ленина и золотой медали «Серп и Молот» (№ 2003).
За высокие трудовые достижения по итогам работы в 1948 году награждён вторым Орденом Ленина. В этом же году председатель колхоза имени Сталина Николай Максимович Стецюра и колхозный агроном Евгения Тимофеевна Зиньковская были удостоены звания Героя Социалистического Труда.
После выхода на пенсию проживал в селе Покровское Артёмовского района. С 1968 года — персональный пенсионер союзного значения. Дата смерти не установлена.
Награды
- Герой Социалистического Труда
- Орден Ленина — дважды (1948; 17.06.1949)
- Медаль «За отвагу» (21.05.1945)
- Медаль «За боевые заслуги» (30.06.1945)
- Медаль «За победу над Германией в Великой Отечественной войне 1941—1945 гг.»